# Vincetoxicum deltoideum
Vincetoxicum deltoideum är en oleanderväxtart som först beskrevs av Joseph Dalton Hooker, och fick sitt nu gällande namn av Kuntze.. Vincetoxicum deltoideum ingår i släktet tulkörter, och familjen oleanderväxter. Inga underarter finns listade i Catalogue of Life.